# تاریخچه زبان کره‌ای
تمایزات دوره‌بندی سنتی زبان کره‌ای:
- زبان کره‌ای باستان (고대 한국어, 古代韓國語, تا ۹۱۸)، اولین مرحله تأیید شده زبان، تا سقوط شیلای متحد. بسیاری از آثار مکتوب شامل چند کتیبه از امپراتوری شیلا در دوره سه پادشاهی هستند. نویسندگان در مورد اینکه آیا لهجه پادشاهی گوگوریو، باکجه و کنفدراسیون گایا گویش‌های کره‌ای قدیم یا زبان‌های جداگانه بوده‌است، اختلاف دارند.[۱]
- کره‌ای میانه (중세 한국어, 中世韓國語، ۹۱۸–۱۶۰۰)، مربوط به دوره گوریو (۹۱۸–۱۳۹۲)، زمانی که پایتخت از جنوب شرقی به کائسونگ، و چوسون تا جنگ‌های ایمجین (۱۵۹۲–۱۵۹۸) منتقل شد. زبان کره‌ای میانه اغلب به دوره‌های اولیه و متاخر مربوط به دو سلسله تقسیم می‌شود. معرفی الفبای هانگول در سال ۱۴۴۶ (اوایل دوره متأخر) اسناد زبان را در مقایسه با سیستم‌های قبلی بر اساس اقتباس از حروف چینی تغییر داد.
- کره‌ای مدرن اولیه (근세 한국어, 近世韓國語، قرن ۱۷ تا ۱۹ میلادی)، مربوط به بخش بعدی چوسان است.
- کره‌ای مدرن (근현대 한국어, 近現代韓國語، از آغاز قرن بیستم).

نام پونگ هیون پیشنهاد کرده‌است که تقسیم بین کره قدیم و میانه باید در زمان تهاجم مغول به کره (اواسط قرن سیزدهم) انجام شود.   او دوره طولانی کره قدیم خود را به دوره‌های اولیه (سه پادشاهی)، میانه (شیلای متحد) و اواخر (اوایل گوریو) تقسیم می‌کند. 

## ریشه‌ها
زبان کره‌ای و زبان ججویی نزدیک به هم خانواده زبان‌های کره‌ای فشرده را تشکیل می‌دهند. ارتباط با زبان‌های ژاپنی مورد بحث است اما در حال حاضر توسط اکثر زبان‌شناسان پذیرفته نشده‌است.  نظریه دیگر، نظریه آلتایی موپاک داتو است.، اما یا بی‌اعتبار است یا در حاشیه است.
هومر هالبرت در کتاب خود به نام تاریخ کره (۱۹۰۵) ادعا کرد که زبان کره‌ای اورال-آلتایی است. طبقه‌بندی زبان کره‌ای به عنوان آلتایی توسط گوستاف جان رامستد (۱۹۲۸) معرفی شد، اما حتی در فرضیه رد شده آلتایی، موقعیت کره‌ای نسبت به ژاپنی نامشخص است. ساموئل مارتین، روی اندرو میلر و سرگئی استاروستین دربارهٔ گروه‌بندی کره‌ای-ژاپنی احتمالی در آلتائیک بحث کرده‌اند. دیگران، به ویژه Vovin، قرابت بین کره‌ای و ژاپنی را به عنوان یک اثر ناشی از نزدیکی جغرافیایی تفسیر می‌کنند، یعنی یک ناحیه همگرایی زبانی.

## کره‌ای باستان

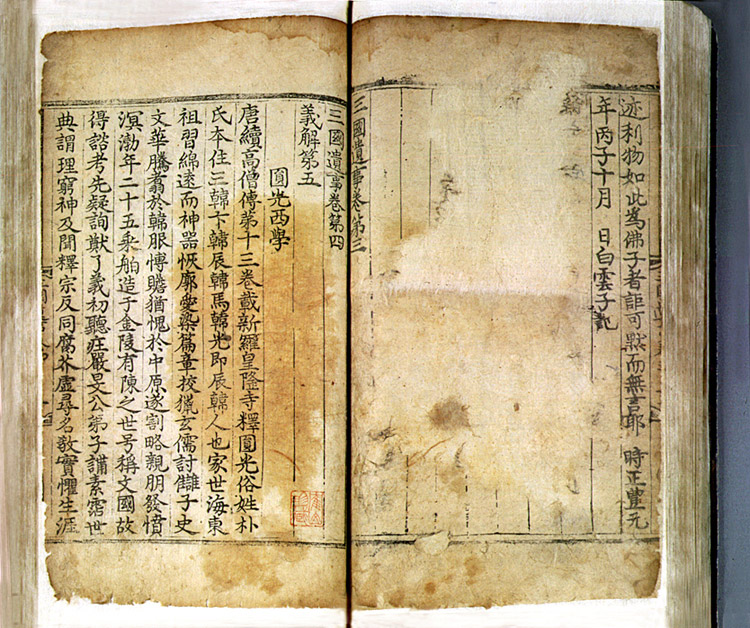
یک نمونه خطی از زبان کره ای باستان

استفاده از چینی کلاسیک توسط کره‌ای‌ها در قرن چهارم میلادی یا قبل از آن آغاز شد و نوشتن واج شناختی به خط آیدو تا قرن ششم توسعه یافت.مشخص نیست که آیا زبان کره‌ای باستان یک زبان لحنی بوده‌است یا خیر.  فرض بر این است که کره ای باستان به گویش‌های مربوط به سه پادشاهی تقسیم شده‌است. از این میان، زبان شیلایی به دلیل تسلط سیاسی شیلای متحد در قرن هفتم بهترین گواه است. فقط برخی اسناد ادبی از شیلای متحد که به متن گوریو تغییر یافته‌است، موجود است و برخی از متون (که در سیستم نوشتاری بومی خود نوشته شده‌اند) از دوره سه پادشاهی عمدتاً به صورت کتیبه در حال حاضر موجود است؛ بنابراین، زبان‌های دوره سه پادشاهی عموماً از طریق نام‌های رسمی دولتی و نام‌های ناحیه محلی بررسی می‌شوند. ادبیات بسیار کمی برای تحقیق در مورد زبان کره‌ای باستان وجود دارد. اولین متون به زبان کره‌ای باستان با استفاده از هانجا برای نمایش صدا و دستور زبان زبان محلی نوشته شد. اطلاعات اضافی دربارهٔ این زبان از اسامی مختلف ثبت شده در سوابق کره‌ای و چینی و از مطالعات ریشه شناختی تلفظ کره‌ای حروف چینی به دست آمده‌است. سیستم‌های مختلفی مورد استفاده قرار گرفت که با رویکردهای موردی شروع شد و به تدریج در خط آیدو و سیستم هیانگچال که برای شعر استفاده می‌شد مدون شد. اینها ترتیباتی از حروف چینی برای نمایش آوایی زبان بود، بسیار شبیه به مان‌یوگانا ژاپنی.

## کره میانه

صفحه ای از Hunmin Jeong-eum Eonhae. ستون فقط هانگول، چهارمین از چپ، (나랏말ᄊᆞ미)، دارای نشانه‌های لهجه‌ای در سمت چپ بلوک‌های هجا است.

استاندارد زبان این دوره بر اساس گویش کائسونگ است زیرا گوریو پایتخت را به ناحیه شمالی شبه جزیره کره منتقل کرد.
اولین رکورد خارجی کره ای جیلین لیشی است که در سال ۱۱۰۳ توسط یکی از نویسندگان سلسله سونگ چینی به نام Sūn Mù孫穆 نوشته شده‌است. .   این شامل صدها مورد از واژگان کره‌ای دوران گوریو است که تلفظ آن از طریق استفاده از حروف چینی مشخص شده‌است، و بنابراین یکی از منابع اصلی اطلاعات در مورد کره میانه اولیه است. با این حال، از منظر واج شناختی، سودمندی این مطالب به دلیل ماهیت لوگوگرافی شخصیت‌ها محدود است.
دفتر مترجمان سلسله مینگ چینی در اواسط قرن شانزدهم واژگان چینی-کره‌ای از زبان کره‌ای دوران چوسان را گردآوری کرد. 
لحنی در کره میانه وجود داشت.   
ایجاد هون‌مین‌جانگ‌ام ("صداهای مناسب برای آموزش مردم")، نام اصلی هانگول، در سال ۱۴۴۳ توسط سجونگ کبیر، چهارمین پادشاه چوسان تکمیل شد و در سپتامبر یا اکتبر ۱۴۴۶ اعلام شد.
هون‌مین‌جانگ‌ام یک خط کاملاً جدید و بومی برای زبان و مردم کره‌ای بود. این نوشتار در ابتدا به نام انتشار نامگذاری شد، اما بعداً به نام "هنگول" شناخته شد. برای این ایجاد شد که مردم عادی بی سواد در هانجا بتوانند به راحتی و دقیق زبان کره ای را بخوانند و بنویسند. تاریخ انتشار احتمالی آن، ۹ اکتبر، اکنون " روز هانگول " (همچنین به عنوان روز الفبای کره‌ای شناخته می‌شود) در کره جنوبی است.
در ویکی‌واژه کره‌ای، تلفظ کره‌ای میانه با رومی‌سازی کره‌ای ییل نشان داده می‌شود. این به این دلیل است که رومی‌سازی اصلاح‌شده کره‌ای فقط برای زبان کره‌ای مدرن طراحی شده‌است. رومی‌سازی ییل کره‌ای تأکید اصلی بر نشان دادن ساختار مورفوفونیک یک کلمه دارد، بنابراین تلفظ واقعی آن روز را نشان نمی‌دهد.